# بيرد ميكلسن
بيرد ميكلسن هو عسكري نرويجي، ولد في 31 مايو 1948.